# Colatina (gemeente)
Colatina is een gemeente in de Braziliaanse deelstaat Espírito Santo. De gemeente telt 124.525 inwoners (schatting 2017).
De plaats is zetel van het rooms-katholieke bisdom Colatina.

## Aangrenzende gemeenten
De gemeente grenst aan Baixo Guandu, Governador Lindenberg, Itaguaçu, João Neiva, Linhares, Marilândia, Pancas, São Domingos do Norte en São Roque do Canaã.

## Geboren
- Luiz Gustavo de Almeida Pinto (1993), voetballer